# Artax
Artax Hans Lars Bergvall, född 28 mars 1981, är en svensk musiker som gör psykedelisk trance. Artax började 2000 och har framfört sin musik i Sverige, runt om i Europa och Australien.

## Diskografi

### Album
- 2004 – Super Position
- 2008 – 8 Bits of Bliss
- 2015 – The Quest For Terrestrial Intelligence